# Sylvester, Wisconsin
Sylvester là một thị trấn thuộc quận Green, tiểu bang Wisconsin, Hoa Kỳ. Năm 2010, dân số của thị trấn này là 988 người.